# 뱌르니 헤룔프손
뱌르니 헤룔프손(고대 노르드어: Bjarni Herjólfsson: 10세기)은 중세 아이슬란드의 노르드인 탐험가로, 986년 아메리카 대륙 본토를 최초로 발견한 유럽인으로 추정된다.
뱌르니는 헤룔프의 아들이고, 헤룔프는 아이슬란드의 바르디(Bárði)와 토르게르드(Þorgerðr)의 아들이다. 뱌르니는 어른이 되어 노르웨이에 본부를 둔 상단의 우두머리가 되었지만 매해 여름마다 아이슬란드의 아버지를 찾아가 뵈었다.
그린란드 사람들의 사가에 따르면, 뱌르니가 986년 여름에 예년과 같이 아이슬란드의 본가를 찾아갔다. 그러나  와 보니 집은 비었고 아버지가 에이리크 라우디와 함께 그린란드로 가 버렸다는 사실을 알게 되었다. 뱌르니는 선원들을 모아 아버지를 찾아갔다. 하지만 지도나 나침반도 없이 원양으로 나간 뱌르니는 폭풍 속에 항로를 잃고 말았는데, 겨우겨우 육지를 발견하여 상륙했다. 그런데 그 땅은 그린란드가 아니었고, 숲과 산맥이 우거진 곳이었다. 그곳은 살 만한 곳처럼 보였기에 선원 일부가 정착하자고 했으나 뱌르니는 허락하지 않고 그린란드를 찾아 떠났다. 그 뒤 어찌어찌 그린란드에 도착한 뱌르니는 헤룔프스네스에서 아버지와 재회했다. 뱌르니는 자신이 처음 보는 땅을 발견했음을 그린란드 사람들에게 이야기했지만 관심있어하는 이가 아무도 없었다. 뱌르니는 아버지와 함께 그린란드에서 지내다가 아버지가 죽자 노르웨이로 돌아갔다.
얼마 뒤 그린란드에 목재가 부족해지자 그린란드인들은 뱌르니가 표류했던 땅에 나무가 풍부했다는 것을 기억하고 그 땅을 찾아나섰다. 에이리크 라우디의 아들 레이프 에이릭손이 뱌르니가 사용했던 배를 구입해서 선원 35명을 모아 문제의 땅을 찾는 항해를 떠났다. 그 결과물이 랑스 오 메도즈의 바이킹 유적지로 생각된다.